# قسم قلعة أصغر الريفي (مقاطعة بردسير)
قسم قلعة أصغر الريفي (بالفارسية: قلعه عسگر) هي منطقة سكنية تقع في إيران في كرمان. يقدر عدد سكانها بـ 3,930 نسمة .